# Brito (Guimarães)
Brito é uma vila portuguesa sede da Freguesia de Brito do Município de Guimarães, freguesia com 5,9 km² de área e 4 774 habitantes (censo de 2021), tendo, assim, uma densidade populacional de 809,2 hab./km².
A povoação de Brito foi elevada à categoria de vila em 12 de julho de 2001.
Está integrada na Arquidiocese de Braga e o seu orago é S. João. Está situada a cerca de 7 km da sede do município e é delimitada a sul e a leste pelo rio Ave.

## Demografia
A população registada nos censos foi:
| Ano  | 0-14 Anos | 15-24 Anos | 25-64 Anos | > 65 Anos |
| 2001 | 1021      | 723        | 2542       | 319       |
| 2011 | 915       | 642        | 2884       | 498       |
| 2021 | 586       | 619        | 2758       | 811       |

## História
As inquirições de 1220 dizem expressamente que «rex non est patronus» e esta afirmação é repetida e comprovada nas de 1258. No século XVIII a apresentação do reitor pertencia, alternadamente, ao cabido da Sé de Braga e ao Papa. Administrativamente, Brito foi sempre do termo de Guimarães.
A primeira personagem histórica que aparece foi D. Soeiro de Brito, que foi rico-homem ou infanção no reinado de D. Afonso V. D. Soeiro fundou um convento de frades beneditinos, do qual não restam vestígios.
Diz-se que o solar da família Brito é na Ribeira de Brito,situado entre o Rio Ave e a Portela dos Leitões. As suas armas são: de vermelho, nove lisonjas de prata, apontadas, moventes do chefe, da ponta e dos flancos do escudo e carregadas, cada uma, de um leão púrpura.

## Festividades
O padroeiro de Brito é o S. João Baptista, que se festeja a 24 de Junho.
No dia 15 de Agosto celebra-se a festa da Abadia em honra da Nossa Senhora do Rosário cuja administração é exercida por uma confraria criada nos princípios de século XVII mais precisamente em 1609.
A festa do Coração de Jesus e a festa de S. João Baptista encontram ainda eco nesta freguesia.

## Heráldica
As quatro torres correspondem ao título de Vila.
Pelo mesmo facto a bandeira é dividida em quatro, sendo que a cor azul é uma das cores existentes no brasão, neste caso da campanha ondeada.
A roda dentada representa a indústria existente.
As mós lembram a moagem do milho que proliferam nesta freguesia atravessada por vários cursos fluviais.
A campanha ondeada de três tiras representa os denominados cursos de água e principalmente o rio Ave que delimita toda a freguesia de leste a sul.

## Geografia
Situado na bacia hidrográfica do rio Ave e à margem direita daquele curso de água, Brito caracteriza-se por uma topografia pouco acidentada, sendo predominante a área de encosta com suave pendor.
A freguesia é atravessada por duas estradas nacionais: EN310 e a EN206. A primeira liga Póvoa de Lanhoso a Ronfe (cruzamento com a EN206), passando por Vila das Taipas. A segunda, liga Vila do Conde a Guimarães, passando por Vila Nova de Famalicão. A EN206 permite de uma forma rápida o acesso às autoestradas A7 e A11. A primeira que liga Vila do Conde a Vila Pouca de Aguiar, permite uma ligação rápida a Vila Nova de Famalicão e à autoestrada A3, ligando desta forma, ao sul do País e à Galiza. A segunda, que liga Apúlia a Castelões, permite uma ligação rápida a Braga, Barcelos e ao litoral.
Os cursos de água que atravessam a freguesia são dois, o rio Ave e a ribeira de Brito.
Esta freguesia está rodeada e delimitada pelas seguintes freguesias: União das Freguesias de Sande Vila Nova e Sande São Clemente (a norte), Ponte (a nordeste), Silvares a leste, Ronfe e São Jorge de Selho (ambas a sul), Vermil (a oeste) e finalmente Figueiredo (a noroeste).

## Atividades económicas
- Agricultura
- Comércio
- Indústria

Os seus férteis campos agrícolas já assistiram outrora ao vicejar de um pujante setor primário, mas a realidade económica atual é de cariz bem diverso, pois que, nos últimos anos, se veio a desenvolver uma forte e determinante implantação industrial.
Porque, de facto, Brito tem crescido, não esmorecendo na dinâmica do seu passado que tão bem a tem caracterizado. Com o empenho de sempre, esta freguesia tem vindo a aumentar em número de habitantes, consequência da referida crescente e adequada industrialização de que tem beneficiado.
Hoje é já um pólo industrial reconhecido e apetecido, continuando a emprestar o zelo e o fervor de outrora, cada dia renovado, às atividades de presente.

## Património
Do património edificado desta freguesia destaca-se o amplo templo paroquial (Igreja Matriz), de harmoniosa traça ao gosto neoclássico, construção datada de 1762. 
A estrutura é flanqueada por altiva torre sineira (adossada ao flanco meridional e alinhando com a frontaria). Na parede exterior da torre, voltada a sul, pode observar-se um tímpano de recorte semicircular, ornamentado com uma cruz templária, insculturada em negativo.Elegante e bem proporcionado é também o cruzeiro paroquial, com o seu fuste cilindroide rematado por um elemento bulbiforme, este suportando uma delgada cruz de hastes florenciadas.
Algo singela e de pequenas dimensões é a Capela de Santa Helena, porém de cuidada e harmoniosa traça, com suas cuidadas cantarias sobressaindo na alvura do reboco... Atrativa também pela sua peculiar gastronomia, encontra a freguesia de Brito outros motivos dignos de visita e apreciação na área da monumentalidade as capelas particulares da Casa do Ribeiro e da Casa do Couto, os Pontilhões e ainda os Moinhos do Rio Ave.
- Parque de Lazer da Vila de Brito

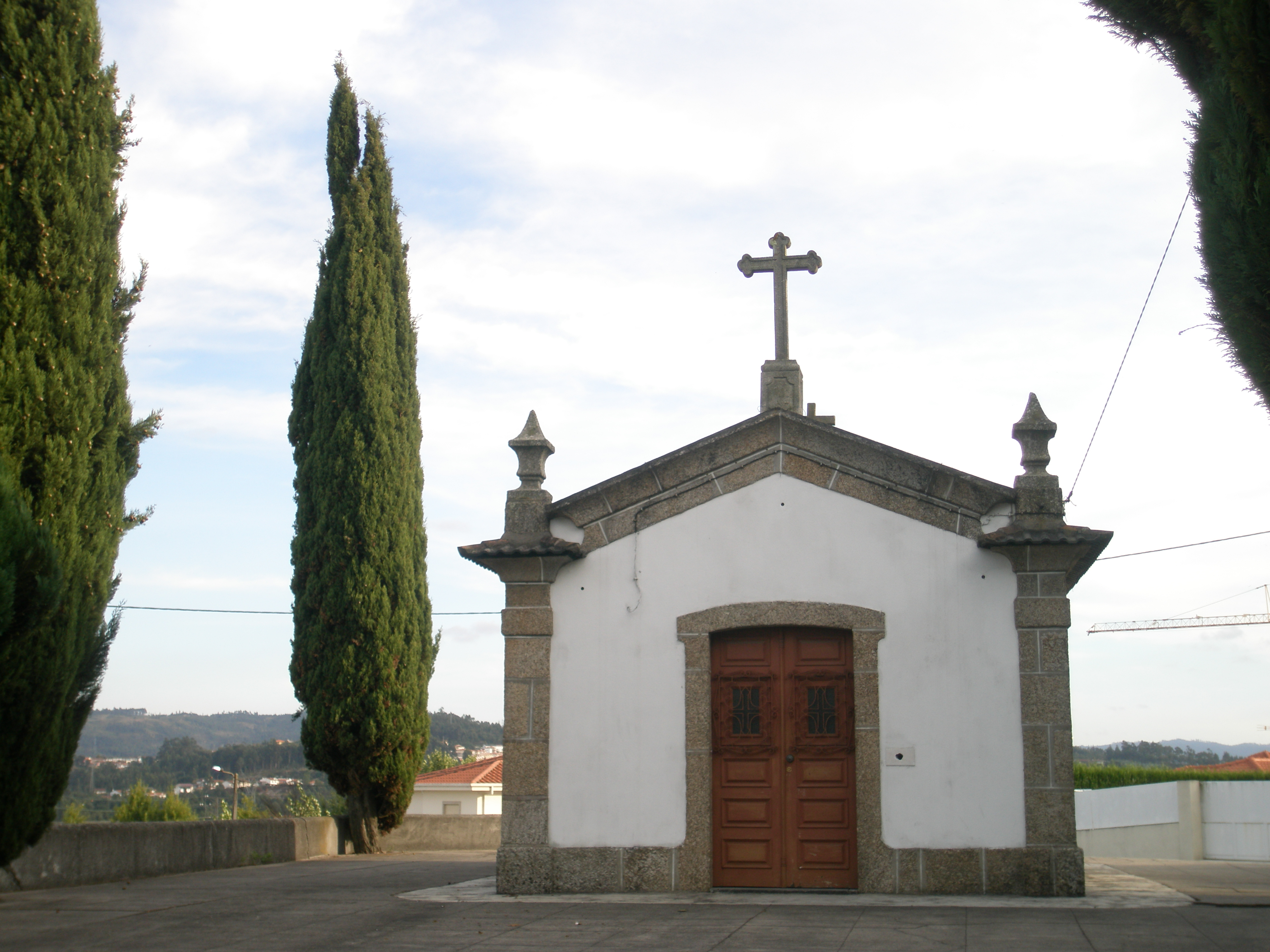
Capela de Santa Helena.
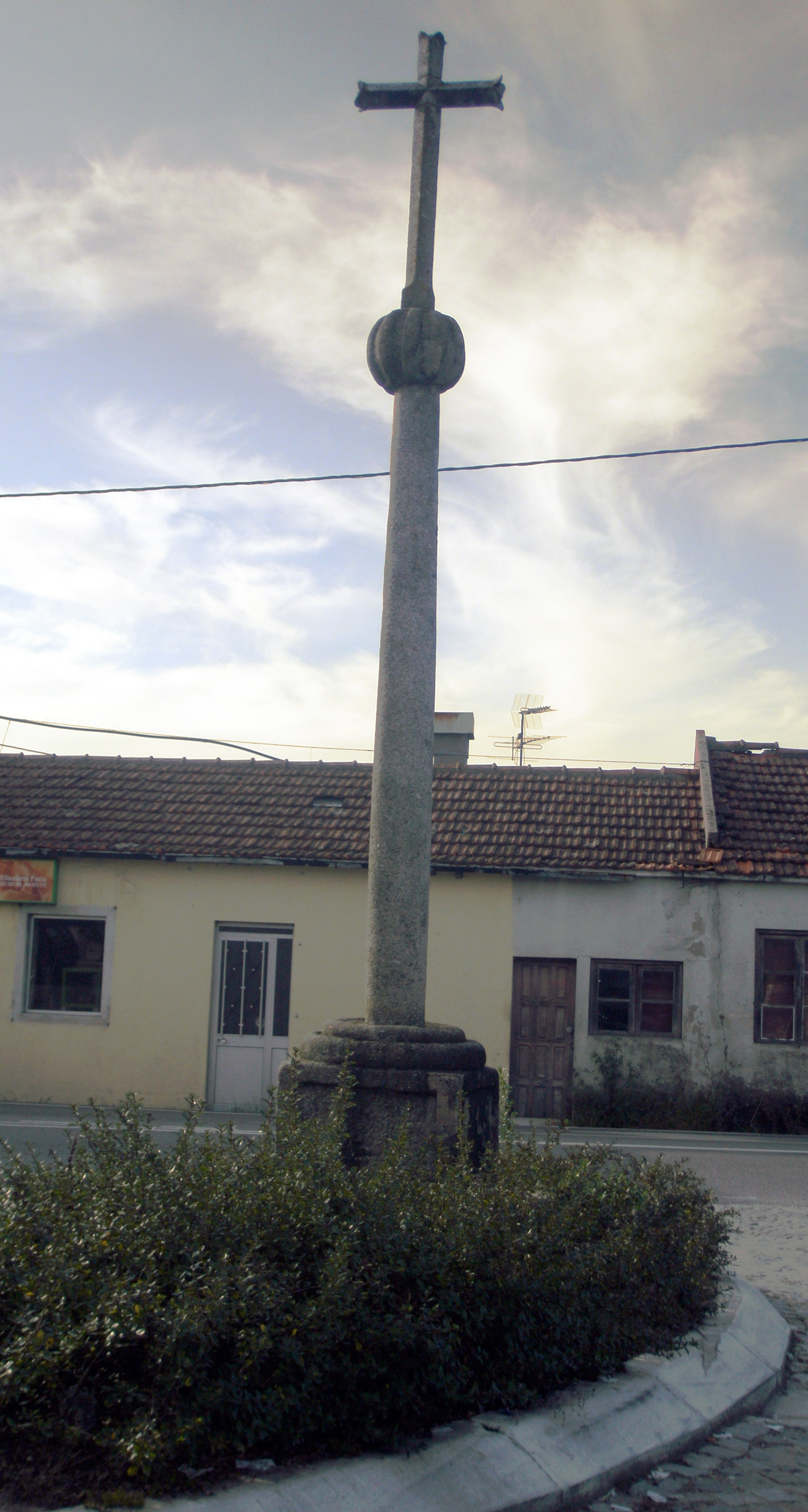
Cruzeiro Paroquial.
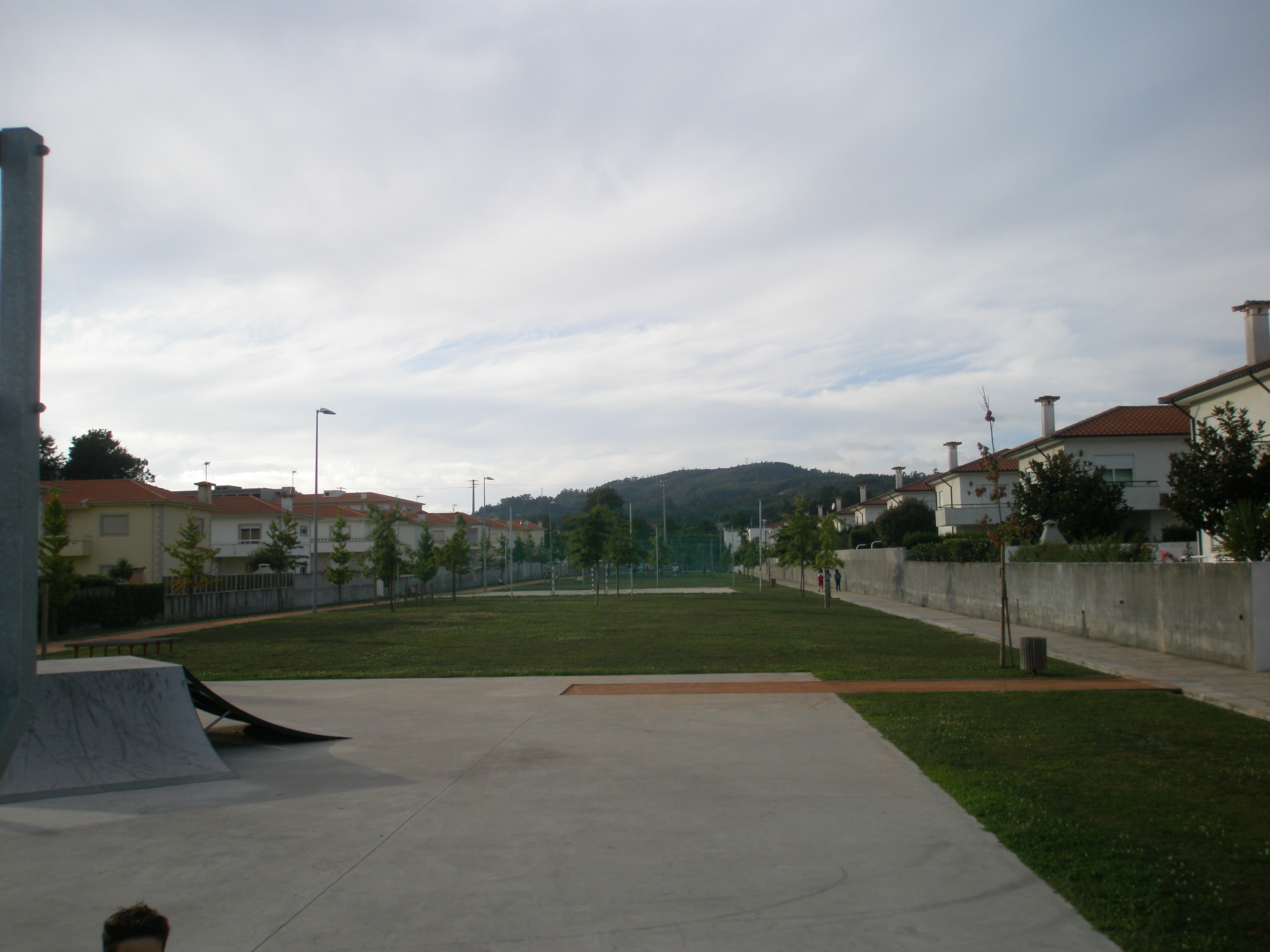
Parque de Lazer da Vila de Brito.